# 比洛維什內韋
51°6′1″N 34°19′47″E / 51.10028°N 34.32972°E
比洛維什內韋（烏克蘭語：Біловишневе）是位於烏克蘭東北部的村莊，由蘇梅州蘇梅區的里奇基市鎮負責管轄。該村處於維爾河右岸，海拔高度132米，2001年該村落人口25。